# Armañac

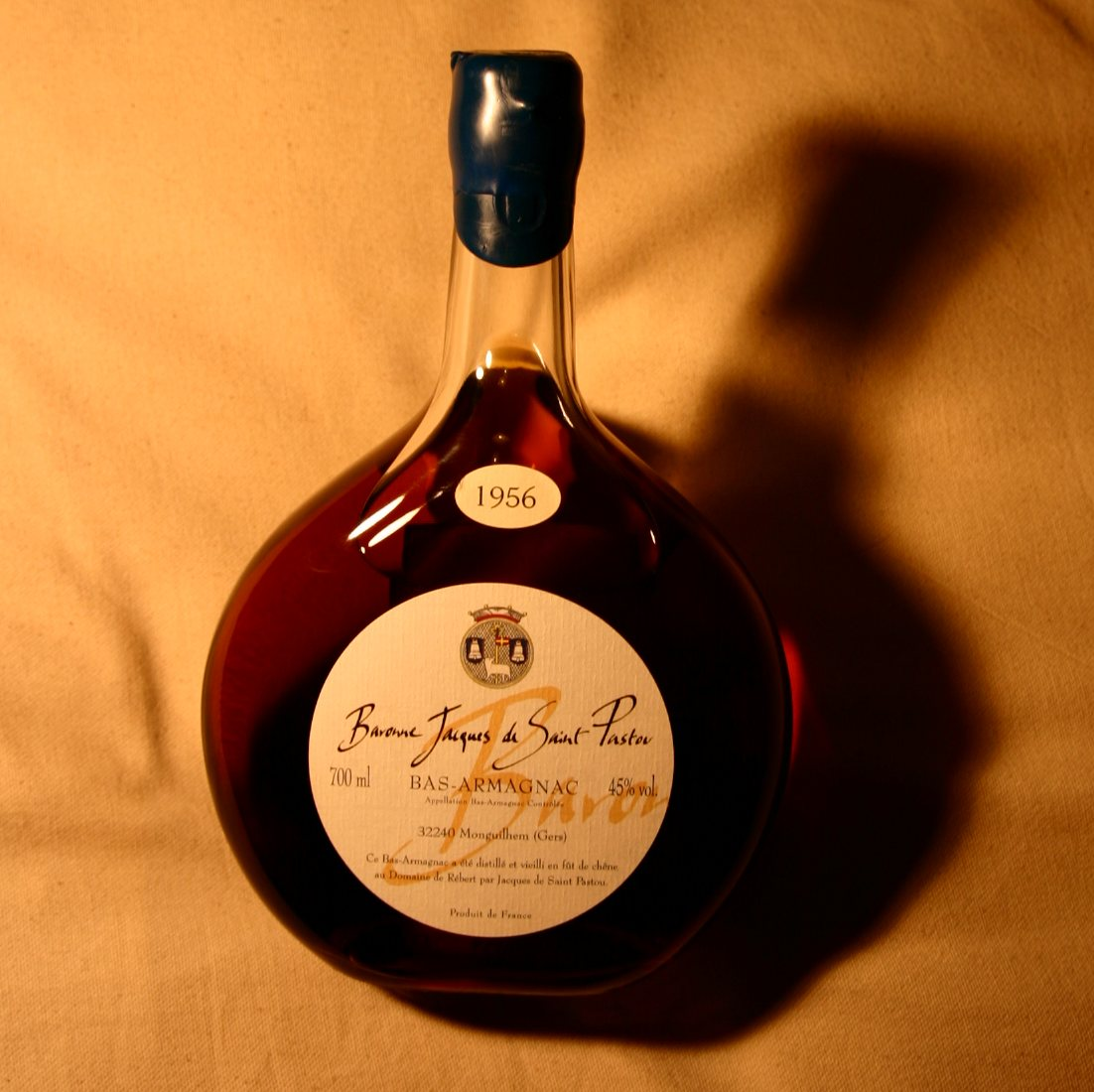
Armagnac reserva.

El armañac (en francés: armagnac, pronunciado /aʁ.maˈɲak/; en occitano: armanhac) es un brandy producido en la región francesa de Armañac, en el sudoeste de Francia. Con una tasa de alcohol igual o superior a 40 %, es el resultado de la destilación de vino blanco seco obtenido a partir de cuatro cepas diferentes.

## Distinciones geográficas
La denominación de origen controlada (appellation d’origine controlée) «Armagnac» se aplica al licor elaborado en los departamentos del Gers, las Landas y de Lot y Garona.
Dentro de la misma se distinguen tres distintas denominaciones:
- «Bas-Armagnac», originaria de suelos arenosos que producen un aguardiente muy afrutado, fino y complejo. Los más famosos entre ellos son los "Grand Bas Armagnacs" que se elaboran en una decena de comunas (ayuntamientos).
- «Armagnac-Ténarèze», procedente de las tierras arcilloso-calcáreas circundantes a la localidad de Condom. Son licores más fuertes y con mejor potencial de envejecimiento.
- «Haut-Armagnac», cuya producción es confidencial.

La mezcla, bajo forma de aguardiente o de vino de productos pertenecientes a las tres denominaciones, da derecho a utilizar la denominación Armañac.

## Cepas
Las cuatro cepas principales que se reparten el área de denominación de origen Armañac son, por orden de importancia:
- La ugni blanc, también conocida como Saint-Emilion o Trebianno. Famosa por su acidez.
- La baco 22 A. Un híbrido de la folle blanche y del noah americano para cuyo uso los viticultores acaban de volver a obtener permiso.
- La colombard, de aromas florales.
- La folle blanche, sensible a las enfermedades.

## Destilación
La destilación se hace mayoritariamente en un alambique vertical funcionando de forma continua. El volumen de alcohol resultante varía entre el 52 % y el 72 %, en función de la talla del alambique y del número de destilaciones.
También se practica la doble-destilación por alambique.
La campaña de destilación debe tener lugar antes del 31 de marzo del año siguiente a la recogida de la uva, si bien este periodo puede reducirse y se producen parones anuales en la producción (por ejemplo el período de destilación se redujo hasta el 15 de febrero en la campaña de Napoleón).

## Envejecimiento y conservación
Desde julio de 2006 existe una nueva denominación de origen, Blanche Armagnac (Armañac blanco), conservada en recipiente neutro y que aspira a abrirse hueco en el mercado de los orujos. Se consume solo, a menudo frío y en ocasiones acompañado de hielo o rebajado con agua, gaseosa o zumo de fruta.
Salvo esta excepción, para el resto de aguardientes de Armañac, el envejecimiento en barrica de roble es un requisito obligatorio para obtener la denominación. En su transcurso el producto desarrolla toda su complejidad aromática, así como el color y la riqueza de sabores que los son característicos.
Pueden encontrarse en el mercado armañacs de distintas edades. El envejecimiento mínimo es de dos años antes de ser embotellado y en función del mismo se otorgan diversas distinciones. De este modo un armañac XXX o VS reúne diferentes armañacs, el más joven de los cuales debe haber pasado al menos un año de maduración en madera. Para el VSOP el envejecimiento mínimo es de cuatro años y para el XO de diez. Pero para descubrir toda la compleja riqueza aromática de este aguardiente debe acudirse a productos de 15, 20 años o incluso más.
También se puede encontrar en el mercado Armagnac millésimés: se trata de destilaciones procedentes de una única añada mencionada sobre la etiqueta (por ejemplo 1908, 1946, 1985).
El envejecimiento en barrica favorece la disminución del grado de alcohol debido a la evaporación; es lo que se llama la «parte de los ángeles». Pero, sobre todo, permite al oxidarse que aparezcan nuevos compuestos aromáticos muy elaborados que al concentrarse aumentan el poderío y la riqueza de olores. Llegado de forma natural al 40 % de volumen de alcohol (o más), se cambia de envase y se pasa a conservar en garrafas de cristal llamadas Dame Jeanne, donde cesa de envejecer. El embotellado se puede realizar el mismo año de su puesta a la venta.
Al igual que el resto de aguardientes, la botella de armañac debe conservarse en posición vertical para evitar que el alcohol estropee el corcho. Una vez abierta, una botella de armañac puede conservarse varios años.